# Бьюэлл, Эрик
Эрик Ф. Бьюэлл (род. 2 апреля 1950, Питтсбург, Пенсильвания) — основатель, бывший председатель и главный технический распорядитель Buell Motorcycle Company, которая в конечном счёте слилась с корпорацией Harley-Davidson. Эрик Бьюэлл прославился новаторскими идеями в новейших гоночных мотоциклетных технологиях. Так же Бьюэлл является основателем Erik Buell Racing.

## Биография

### Ранние годы
Бьюэлл вырос на ферме в Гибсонии, штат Пенсильвания, поэтому без труда мог управляться с различными механизмами с раннего возраста. Ещё в подростковые годы Бьюэлл заинтересовался мотоциклами. Его первым мотоциклом был итальянский 90-кубовый мопед Parilla.
После мопеда Бьюэлл вплотную присматривался к Harley-Davidson с объёмом двигателя в 71 кубический дюйм (1163см3). Цитата: «Если быть точным, это был Panhead 1957 года, на раме образца 1952 года, с внешним „закосом“ под серию KHK. Выкрашенный в красный цвет с металлическими блестками (т. н. „metal-flake“), с теми совершенно сумасшедшими съемными декоративными кисточками на рулевых наконечниках, которые при езде болтались туда-сюда. Я напихал обрезков металлической проволоки в глушитель, чтобы сделать его не таким громким и меньше привлекать внимание полиции, но когда я хорошо давал газу, сзади он стрелял яркими вспышками пламени. Я тебе так скажу: когда ты ещё ребёнок, это отличная штука!».

### Мотоциклы и мотогонки
Бьюэлл участвовал в гонках по мотокроссу до того, как заинтересовался трековыми гонками в своем двадцатилетнем возрасте. Он ворвался в этот алчный мир трековых гонок на гоночном Ducati в AMA класс «Superbike» и на Yamaha TZ750 в «Formula One», вопреки программы возрастных ограничений участников гонок в Yamaha.
Весь этот период Бьюэлл работал мотоциклетным механиком днём, а вечером был студентом-технарём на вечерних занятиях в университете Питтсбурга.
После приобретения достаточных технических знаний в 1979 году, Бьюэлл устроился на работу в Harley-Davidson, затем он прилетел в Милуоки, штат Висконсин, чтобы пройти собеседование и «пробить свой путь», как сказал Эрик. Работая в Harley-Davidson он был занят в разработке идей для новых мотоциклов, с дизайнерами Porsche участвовал в программе разработки V-образной четвёрки «Nova», был ответственным в требующем внимания вопросе стабильности, занят тонкостями в проектировке шасси для серии круизеров FXR, отмечен за его резиновые виброизолирующие демпферы для двигателей.
Во времена работы в Harley-Davidson, Бьюэлл на время забыл о своем гоночном хобби. Кроме того, когда Harley-Davidson переживали тяжелые времена на заре восьмидесятых, Эрик чувствовал, что было бы не правильно участвовать в гонках на мотоциклах японского или итальянского производства.

### The Barton (англ. «Бартон»)
Впервые Бьюэлл услышал о маленькой, частной компании Barton, располагающейся в Великобритании и производившей двигатели широкого применения в 1981 году. Он купил их болид, производившийся ограниченным тиражом. На нём был установлен двухтактный четырёхцилиндровый двигатель, объёмом 750 см3 с жидкостным охлаждением. К сожалению, мотоцикл был очень бедно оснащен, в сборке использовались дешёвые материалы, а двигатель страдал от множества неконтролируемых механических неполадок ещё с начала его существования. Но как бы то ни было, благодаря инженерной подготовке Бьюэлла (и неустрашимому оптимизму) он чувствовал в себе силы при помощи своих наработок улучшить слабые места и заставить двигатель работать так, как нужно было ему. Деталь за деталью он переделывал узлы своего детища, стремясь увеличить их надежность, и во многих случаях отмечал положительные результаты своего труда. С шасси была совершенно другая ситуация, поскольку Бьюэлл считал провальной конструкцию, спроектированную в Barton, и сконструировал собственный образец шасси. Как бы то ни было, двигатель по-прежнему работал так, что из-за его отказов нельзя было продолжать заезд.
Во время первой гонки Бьэлла в AMA National, которая проходила летом 1982 года на треке Pocono Raceway, на прототипе его мотоцикла все ещё использовался стоковый двигатель Barton, безо всяких изменений. Этим же двигателем Эрик оснастил и свою модель RW (RW — сокращение от Road Warrior — «Дорожный Воин»). Во время пробного заезда на трассе «Talladega» в одноименном городе, что в штате Алабама, на модели RW 750 удалось развить скорость в 286 км/ч. Эрик участвовал в соревнованиях Formula One внутри класса 500-кубовых машин (хотя двигатель Barton и имел объём в 750 см3, но он был разработан ещё до 1978 года, этот факт, согласно правилам AMA, позволял принимать участие в гонках это класса). Несмотря на несовершенства двигателя, Бьюэлл вполне успешно проявил себя на уровне местных клубов.
В 1982 компания Barton прекратила своё существование, и Бьюэлл получил возможность приобрести полный комплект стоковых запчастей и деталей, все чертежи и права на производство и продажу их двигателей. Это он и сделал, но поставка наработок Barton по какой-то причине серьёзно задержалась, что лишило Эрика возможности использовать все материалы и знания для подготовки к гоночному сезону 1983 года. До некоторого времени это отложило работу над разработкой своего двигателя.

### Уход из Harley-Davidson
С заминкой, произошедшей в разработках, Бьюэлл обратился к работодателю с вопросом о получении инженерной и финансовой поддержки, на что им был получен ответ в виде запрета дальнейшей работы над решением проблем двигателя Barton. Этот отказ послужил причиной ухода (от части, дружественного) Бьюэлла с работы на Harley-Davidson в стремлении посвятить своё время любимому делу.

## The Buell Motor Company (англ. компания «Бьюэлл Мотор»)
К концу 1984 года линейка моделей TZ от Yamaha уже считалась устаревшей (концерн Yamaha более не обновлял серию мотоциклов TZ, поскольку она была снята с производства), а конкурирующие модели мотоциклов Honda продавались по цене в районе 30’000 долларов. Бьюэлл предложил свою модель RW750 под маркой «Buell Motor Company» за 15’900 долларов, что в газетах того времени было отмечено с положительной стороны. Гоночная команда Американского Союза Механиков «The American Machinist’s Union Racing Team» купила, протестировала и совершила несколько заездов на первой публично проданной модели RW750 (обычно известной как «RW750 под номером 2») и охарактеризовала её с очень яркой стороны.
Несмотря на эти успехи, для молодой компании Buell Motor Company не было времени хуже — весной 1985 года AMA (American Motorcyclist Association) объявила, что класс мотогонок Формула-1 будет упразднен, а в качестве ведущего гоночного класса в гоночном сезоне 1986 года выступит класс Супербайк. Данный факт, с учетом того, что болид Бьюэлла был построен исключительно для участия в классе Формула-1, оставил модель RW750 без рынка, для которого он был создан.

### Инновационные технологии
Несмотря на эту ошеломляющую неудачу, Бьюэлл продолжил движение вперед, что вылилось в разработку своей дебютной модели на рынке спортивных мотоциклов — RR1000. Используя свои связи в Harley-Davidson, он купил значительный запас неиспользуемых гоночных двигателей от мотоцикла XR1000 — именно на этой модели Бьюэлл въехал на подиум «Road America Battle of the Twins National» в 1983 году, поэтому он был уверен в потенциале этого двигателя на спортивном поприще. Вокруг этой силовой установки он разработал жесткое, чрезвычайно легкое шасси, в конструкции которого применил свою инновационную систему крепления двигателя в раме, в дальнейшем ставшей известной как «Uniplanar» — запатентованной торговой маркой спортивных мотоциклов Buell. В отличие от большинства конкурирующих моделей того времени, конструкция обтекателя модели Buell RR1000 имела более низкое аэродинамическое сопротивление, что нечасто встречается даже у современных спортивных мотоциклов 21-го века.
Двигатель в конструкции Бьюэлла исполнял роль полностью нагруженного элемента рамы. Завершающим штрихом инженерной мысли Бьюээла в данном проекте было использование горизонтально смонтированной подвески заднего колеса, расположенной под двигателем, что позволяло нивелировать силу удара от заднего колеса, действующую в обратном порядке направлений относительно обычной конструкции сжатия-растяжения. В течение 1987—1988 годов было выпущено 50 мотоциклов модели RR1000 до того, как закончились поставки двигателей XR1000.
В недавно представленной силовой установке Harley-Davidson Evolution с объёмом в 1203 см3, которая используется в линейке моделей Sportster, Бьюэлл увидел прочную базу для дальнейших разработок своих мотоциклов. В 1988 году была представлена новая модель мотоцикла — RR1200, с изменённым шасси, позволившим осуществить установку новой конструкции двигателя. В 1989 году этих моделей было продано 65 штук.
В 1989 году Бьюэлл представил модель RS1200 — двухместную версию модели RR1200, которая должна была удовлетворить потребности покупателей, желающих управлять мотоциклом, оснащенным на уровне мировых производителей, но также и предоставляющим возможность подвезти случайного пассажира. 105 этих, в то время необычных, моделей RS1200 были проданы в 1990 году.
В 1991 году Бьюэлл внедрил пятиступенчатую коробку передач, работающую в паре с 1203-кубовым мотором. На условие Харли в части пересмотра точек крепления двигателя Бьюэлл ответил улучшением и без того инновационной конструкции рамы модели RS. Также были добавлены усиленные оплеткой из нержавеющей стали тормозные магистрали и новые, шестипоршневые тормозные машинки передних тормозов. Позже, в том же году компания Buell представила одноместную версию модели RS1200, получившую название RSS1200, которая была тепло принята отраслевой прессой за её гармоничные и плавные линии. Вкупе продажа моделей RSS и RS за 1993 год составила 325 единиц.

### Buell American Motorcycles, дочернее подразделение Harley-Davidson
В 1987 Эрик Бьюэлл тайно провел на круизный корабль, палубы которого принимали ежегодную встречу дилеров Harley-Davidson, Девина Баттли. Баттли рассказал Вону Билзу — человеку, занимавшему пост исполнительного директора Харли в то время, о том, что Бьюэлл может создать образ высокопроизводительной компании без каких-либо рисков для Harley-Davidson. Тогда для решения вопроса Бьюэлла был созван круглый стол с участием дилеров. Так к концу круиза у Бьюэлла появились депозиты и заказы на 25 мотоциклов. Такие люди как Билл Бартельс, Дон Тилли, Девин Бэттли и Фрэнк Улицки, принявшие участие в том обсуждении, которые к тому же все в ранние годы бывшие гонщиками, в последующем стали одними из самых успешных дилеров мотоциклов Buell.
В 1990-х годах Бьюэлл произвел реформу своего производственного дома, получившего имя «Buell Motorcycle Company», в которую компания Harley-Davidson инвестировала денежные вливания, составляющие 51 % от начального капитала организации Эрика. В 1993 году Harley-Davidson приобрели 49 % акций Buell, привнеся инвестиции в размере $500 000 и забрав дом Эрика Бьюэлла в качестве залога. В 2003 году Харли завладели контрольным пакетом акций Buell Motorcycles и распространяли все мотоциклы марки Buell через свою дилерскую сеть. Эрик Бьюэлл все ещё оставался ответственным за проектирование и дизайн всех мотоциклов Buell.
Бьюэлл вел компанию Buell Motorcycles к созданию более инновационных и удобных спортивных мотоциклов в рамках серии XB. За счет используемых изобретений вроде полой рамы для размещения в ней топлива, маятника совмещающего роль маслобака и низкорасположенного глушителя и выхлопной трубы, получившаяся модель серии XB смогла держать центр тяжести довольно низко, что положительно сказалось на управляемости мотоциклом. Как бы то ни было, Бьюэлл был верен Харли с их поставками двигателей от модели Sportster для использования их в постройке своих мотоциклов, вплоть до момента, когда приблизился к разработке моделей 1125R и 1125CR, которые должны были оснащаться силовыми установками Helicon Австрийской фирмы Rotax, с которыми у него было больше простора для развития. 15 октября 2009 года, в пору неопределенного состояния экономики США, компания Harley-Davidson объявила о прекращении производства мотоциклов Buell, которое было остановлено 30 октября 2009 года.

## Erik Buell Racing
В ноябре 2009 года, вскоре после ухода из Harley-Davidson, Бьюэлл объявляет о создании новой компании — Erik Buell Racing (EBR), которая должна стать идейной последовательницей гоночной линии мотоциклов Buell, а именно модели Buell 1125R — последнего на тот момент творения Эрика. Так появилась вышедшая из под навязчивого присмотра Харли, свободная от скучных условностей, технически обновленная, по-новому стилизованная линейка мотоциклов с числовым префиксом «1190». Двигатель на моделях 1190 был модифицированной версией силовой установки, приводившей в движение Buell 1125R: в нём был увеличен рабочий объём с 1125см3 до 1190см3, повышена отдача до 185л/с и поднято значение максимального крутящего момента до величины в 102ft/lbs (138Н∙м). Модель 1190RS получила восторженные отзывы от гоночного сообщества, несмотря на то, что данная модель имела допуск к дорогам общего пользования.
В июле 2013 года издание «Wall Street Journal» сообщило о том, что компания Hero MotoCorp — крупнейший в мире производитель двухколёсного транспорта (мотоциклов и скутеров) — приобрела 49,2 % акций «Erik Buell Racing» за $25 млн. Контрольный пакет всё ещё принадлежат Эрику Бьюэллу, являющемуся председателем-учредителем и исполнительным директором компании в Восточной Трое, штат Висконсин.

## Награды
В 2002 году Эрик Бьюэлл был представлен в Зале славы Американской мотоциклетной Ассоциации (AMA Motorcycle Hall of Fame).
Самая первая модель (прототип) RW750 была найдена разобранной на части для разработки других проектов в сарае Эрика, который служил ему мастерской в его ранние годы. В 1998 году группа людей, долгое время сотрудничавших с Эриком, и его сторонников, работала над тайной сборкой и восстановлением первозданного, насколько это было возможно, вида и состояния этого гоночного мотоцикла, в котором он пребывал в 1983 году. Этой группой энтузиастов было использовано множество оригинальных частей из тех, что они смогли отыскать, а также множество деталей, которые пришлось изготавливать вручную, поскольку они были утеряны со временем. Новый 850-кубовый двигатель этого мотоцикла был позаимствован у спортивного гоночного автомобиля класса D Sports. Перерожденный мотоцикл был подарен Эрику Бьюэллу в 1998 году на мероприятии Race of Champions, что явилось для Эрика неожиданным сюрпризом. Он был растроган до слез, и было видно, как его колени буквально подкосились.
В сентябрьском выпуске журнала Motorcyclist за 2011 год Эрик Бьюэлл был удостоен звания «Мотоциклист года 2011».